# Lazarus (canción de David Bowie)
«Lazarus» (en español Lázaro) es una canción del músico de rock británico David Bowie. Fue lanzada el 17 de diciembre de 2015 como descarga digital a modo de avance promocional de su vigésimo quinto álbum de estudio, Blackstar.
El sencillo recibió su estreno mundial en la BBC Radio 6 Music en esa fecha. El tema es utilizado además en el musical homónimo off-Broadway en homenaje a Bowie. El vídeo musical oficial, dirigido por Johan Renck, fue publicado el 7 de enero de 2016. «Lazarus» fue el último sencillo lanzado con Bowie en vida, antes de su muerte el 10 de enero de 2016.

## Historia
Según explicó el productor de Bowie, Tony Visconti, la letra y el video de «Lazarus» y otras canciones del álbum se supervisaron para que se convirtieran en una especie de «auto-epitafio» de su autor, un comentario sobre la propia muerte inminente de Bowie.

## Video musical
El video musical oficial de «Lazarus» presenta una edición más corta de la canción y dura poco más de cuatro minutos. Fue subido al canal Vevo de Bowie en YouTube el 7 de enero de 2016. El video fue dirigido por Johan Renck, quien también dirigió el video musical de su sencillo anterior, «Blackstar». El video se muestra en una proporción fílmica de aspecto en un 1: 1. En el audiovisual ocupa un lugar destacado Bowie, caracterizado como el personaje Button-Eyes del video de «Blackstar», acostado en un lecho de muerte. Bowie también recurre a elementos previos de su carrera, concretamente a la época del Thin White Duke (1976) como el vestido que lleva en el videoclip.

## Lista de canciones
| Digital download |           |          |  |
| N.º              | Título    | Duración |  |
| 1.               | «Lazarus» | 6:22     |  |

## Personal
Personal extraído de los créditos del álbum.
Varios
- David Bowie – vocals, acoustic guitar, mixing, production, string arrangements
- Tim Lefebvre – bass
- Mark Guiliana – drums, percussion
- Donny McCaslin – flute, saxophone, woodwinds
- Ben Monder – guitar
- Jason Lindner – piano, organ, keyboards

Personal técnico
- Tony Visconti – production, strings, engineering, mixing engineer
- Joe LaPorta – mastering engineer
- Kevin Killen – engineering
- Erin Tonkon – assistant engineer
- Joe Visciano – assistant engineer
- Kabir Hermon – assistant engineer
- Tom Elmhirst – mixing engineer

## Listados
| Listado (2015–16)                           | Máxima posición |
| ------------------------------------------- | --------------- |
| Bélgica (Flandes) (Ultratip Bubbling Under) | 77              |
| Bélgica (Valonia) (Ultratip Bubbling Under) | 28              |